# Misery Loves Co.
Misery Loves Co. war eine schwedische Industrial-Metal-Band, die während der Jahre 1993 bis 2000 aktiv war. Gegründet wurde die Band im Januar 1993 von Patrik Wiren und Orjan Ornkloo.

## Bandgeschichte
In den Jahren nach Gründung führen Wiren und Ornkloo ihr Projekt zunächst als Duo weiter und engagierten nur zwecks Live-Auftritten zusätzliche Bandmitglieder.
Im Jahr 1995 brachten Misery Loves Co. ihr erstes selbstbetiteltes Album heraus, zunächst unter Mithilfe der regionalen Musikszene. Der Erfolg des Debütalbums verhalf der Band zu einem Vertrag mit dem britischen Plattenlabel Earache Records, in dessen Folge das erste Album noch einmal neu aufgelegt und europaweit veröffentlicht wurde. Misery Loves Co. traten bald in ganz Europa u. a. als Vorgruppe von Clawfinger auf.
Die Veröffentlichung der EP Happy? folgte im Jahr 1996, dem schloss sich eine Tour zusammen mit Fear Factory und Slayer an. Bald darauf begannen bereits die Arbeiten am zweiten Studioalbum Not Like Them, welches 1997 veröffentlicht wurde. Diesmal tourte die Band mit Machine Head im Anschluss an die Albumherausgabe.
Das dritte und letzte Studioalbum Your Vision Was Never Mine to Share, an dessen Entstehen neben Wiren und Ornkloo auch Michael Hahne und Olle Dahlstedt beteiligt waren, wurde im Jahr 2000 veröffentlicht. Auch für dieses Album wurde eine Tour geplant und gestartet, doch die Trennung der Band fiel mitten in die laufende Tour und verhinderte deren Abschluss.

## Diskografie

### Studioalben
- 1995: Misery Loves Co. (zunächst unabhängig, später Wiederveröffentlichung durch Earache Records)
- 1997: Not Like Them
- 2000: Your Vision Was Never Mine to Share
- 2019: Zero

### Singles und EPs
- 1995: Need Another One
- 1996: Happy? (EP)